# Psychidea
Psychidea is een geslacht van vlinders van de familie van de zakjesdragers (Psychidae).

## Soorten
- P. alba Solanikov, 1990
- P. balcanica (Wehrli, 1933)
- P. nudella (Ochsenheimer, 1810)
- P. transcaucasica Meier, 1966